# RC-2
RC-2는 50년이 넘은 노후 전자전기 YS-11B를 대체하기 위한 전파정보수집기이다.

## 역사
6일 미국의 국제군사 전문매체 C4ISR넷과 디펜스블로그 등에 따르면, 일본 항공자위대는 지난 1일 서부 이루마(入間)기지에 최신형 RC-2 전자전기(ELINT) 1호기를 실전 배치했다고 트위터계정을 통해 밝혔다. 이루마 공군기지는 일본 항공자위대의 주요 보급 거점으로, 항공구난대사령부와 중부항공방면대사령부가 있는 기지다. 이번에 실전 배치된 신형기는 일본 방산업체 가와사키(川崎) 중공업이 제작한 C-2 수송기를 전자전기로 개조한 것으로 현재 항공자위대가 운용 중인 4대의 YS-11EB 터보프롭 정보수집기와 EC-1 전자전기를 대체할 것으로 보인다.

### 설계

#### 부품 참여 업체
- 신호 수집·처리 체계 등 전자전 수행 시스템 : 도시바가 제작
- 데이텅링크 : NEC가 제작
- 엔진 : 이시카와지마 중공업

#### 제원
RC-2의 항속 거리는 5700km로 C-2 항속 거리 6500km에 미치지 못하지만 전파·정보수집 (ELINT / SIGINT) 임무를 위한 장시간 비행에 충분한 대응 성능을 제공한다. RC-2 항속거리는 YS-11EB의 약 2200km, 해상 자위대가 운용하는 EP-3 전자 정보 수집기 4400km에 비해 훨씬 길어 작전범위가 넓어졌다고 할 수 있다. 3대에 4억 8,000만 달러 (5,500억원)의 예산이 들었고 단가는 170억엔 정도다.

## 같이 보기
- 가와사키 C-2
- YS-11
- EC-1